# Molitor & Kuzmin

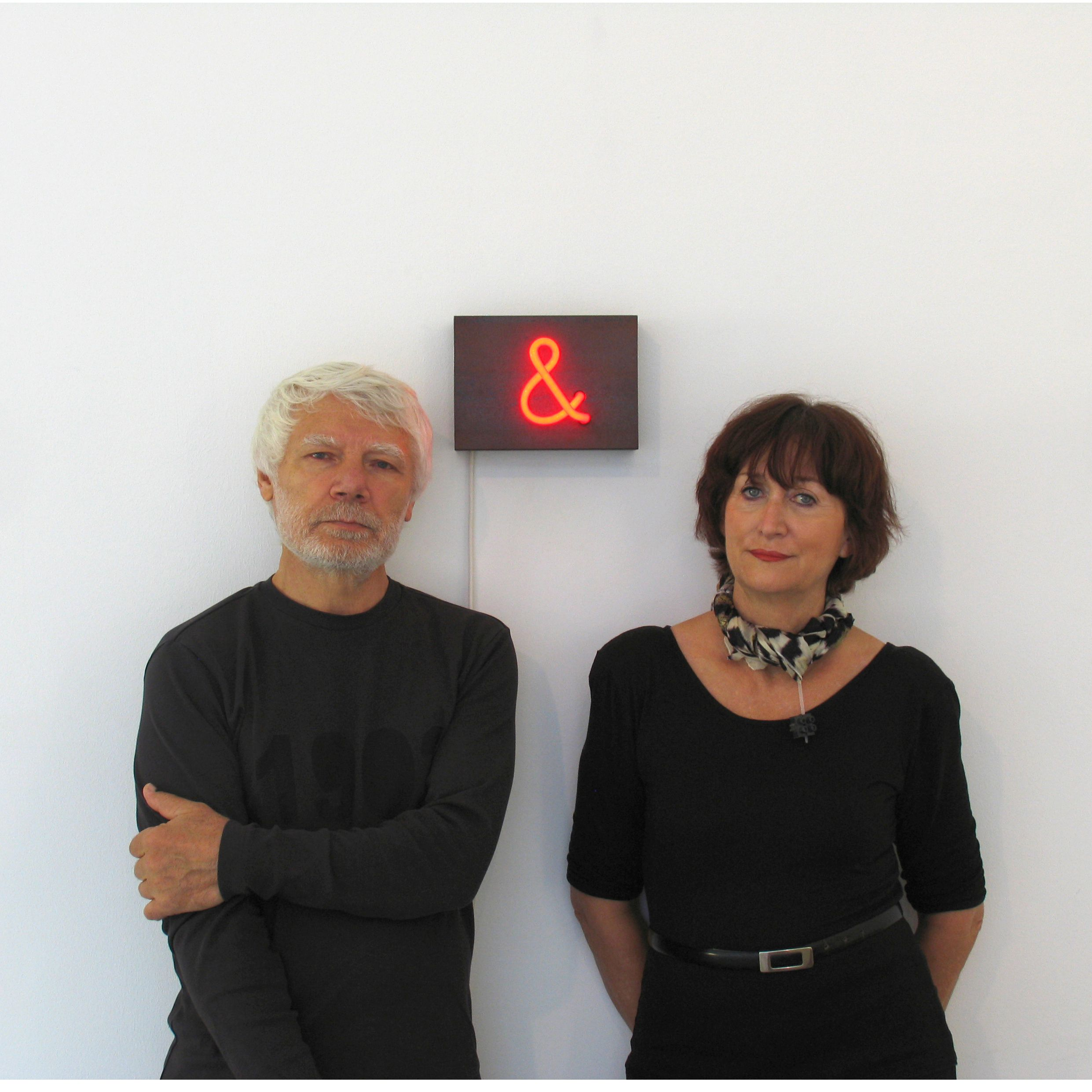
Foto der Lichtkünstler Ursula Molitor & Vladimir Kuzmin (2010)

Molitor & Kuzmin ist ein Künstlerduo, bestehend aus Ursula Molitor und Vladimir Kuzmin, das Lichtkunstobjekte und Lichtinstallationen realisiert.

## Leben und Werk

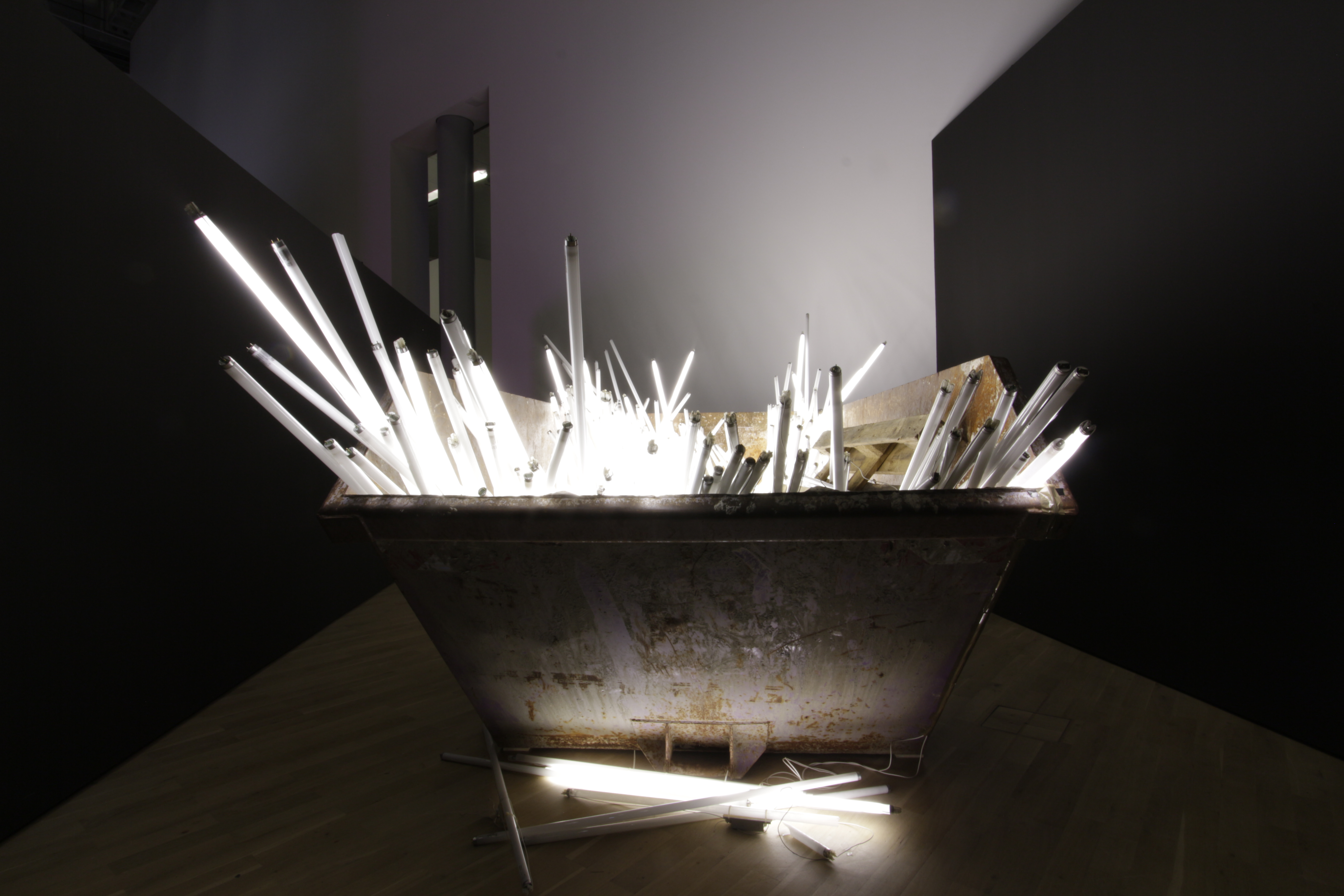
Lichtinstallation „Brauchen wir Licht?“ – fotografiert anlässlich der Ausstellung im Kunstmuseum Wolfsburg 2022

Ursula Molitor (* 6. Juni 1947 in Hermannsburg, Niedersachsen) ist eine deutsche Grafikerin und Lichtkünstlerin. Sie studierte Grafikdesign in Hamburg und arbeitete danach zunächst als Grafikerin und Illustratorin. Seit 1983 ist sie als freie Künstlerin in Köln tätig.
Vladimir Kuzmin (* 16. Oktober 1943 in Saporischschja, Sowjetunion, heute Ukraine) ist ein russischer Maler und Lichtkünstler. Er studierte Architektur in Moskau und arbeitete als freischaffender Künstler im Bereich der Malerei und Druckgrafik in Moskau. Er lebt und arbeitet seit 1992 in Köln.
Seit 1996 bilden beide das Künstlerduo Molitor & Kuzmin. Für ihre Installationen und Lichtkunstobjekte arbeiten sie mit dem Spiel von Licht und Schatten, mit Kontrasten und Paradoxien. Bevorzugtes Arbeitsmaterial sind industrielle Leuchtstoffröhren, die sie wie Module künstlerisch einsetzen. Ihrer ursprünglichen Bedeutung enthoben, werden sie zu Lichtkunstwerken zusammengefügt, deren technischer Charakter und Materialität sich in strahlender Helligkeit aufzulösen scheint und das Licht als solches zur Wirkung bringt: „Die Leuchtstoffröhre ist Form und Farbe zugleich.“ (White Square Gallery: Parcours 11. Berliner Kunst: Eine Auswahl aus den letzten 100 Jahren.)

## Werke in Sammlungen (Auswahl)

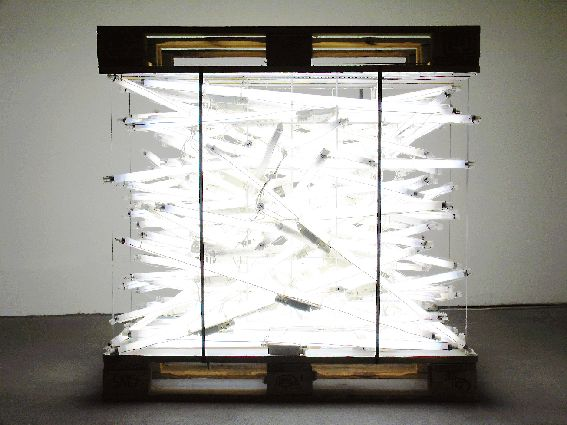
Installation „Frachtgut“, 1998

- Kunstmuseum Celle mit Sammlung Robert Simon,[4] Deutschland
- Artothek des Kunstmuseums Villa Zanders,[5] Bergisch Gladbach, Deutschland
- Sammlung des Kunstmuseums Villa Zanders,[6] Bergisch Gladbach, Deutschland
- Sparkasse KölnBonn, Köln, Deutschland
- IKK Bundesverband, Bergisch Gladbach, Deutschland
- Sammlung Schroth,[7] Soest, Deutschland
- L’Association Mouvement Art Contemporain (AMAC), Chamalières, Frankreich
- ART4.RU,[8] Moskau, Russland
- Museum of Modern Art (MMOMA, Moskau),[9] Moskau, Russland
- Staatliches Zentrum für Gegenwartskunst (National Centre of Contemporary Arts),[10] Moskau, Russland

## Nominierungen
- 1998: Kunstpreis 3D, Kunstverein Hürth, Deutschland
- 2002: Internationaler Kunstpreis, Kunstverein Hürth, Deutschland
- 2004: LUX•US Lichtkunstpreis, Museen der Stadt Lüdenscheid, Deutschland
- 2010: Internationaler Evard-Preis, Kunsthalle Messmer, Riegel, Deutschland
- 2014: International Light Art Award (ILAA) des Zentrums für Internationale Lichtkunst in Zusammenarbeit mit der Innogy Stiftung für Energie und Gesellschaft, Unna, Deutschland
- 2015: Internationaler Lucas-Cranach-Preis, Kronach, Deutschland
- 2016: Internationaler Evard-Preis, Kunsthalle Messmer, Riegel, Deutschland

## Kunst im öffentlichen Raum
- 2009: Ohne Titel – Lichtinstallation im Dachgiebel,[11] Kunstmuseum Celle mit Sammlung Robert Simon Celle, Deutschland
- 2016: Ein Pilgerstab für Soest, Lichtkunstobjekt,[12][13][14] Soest, Deutschland
- 2023: Leuchtende Zeichen an der Fassade von Haus Saaleck in der Kölner Innenstadt zum 50-jährigen Bestehen der artothek Köln[15]

## Einzelausstellungen Molitor & Kuzmin (Auswahl)

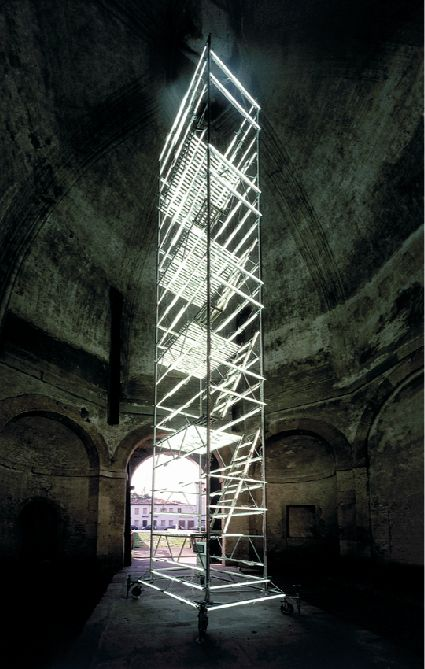
Lichtinstallation „Porta Savonarola“, Padua, Italien, 2001

- 1999: Galleria Fioretto Arte Contemporanea, Padua, Italien
- 2000: Video- und Lichtinstallation, Basilika St. Gereon, Köln, Deutschland
- 2000: Millennium, St.-Petri-Kirche Lübeck, Lübeck, Deutschland
- 2000: ZeitRäume, Kunstmuseum Villa Zanders, Bergisch Gladbach, Deutschland
- 2001: Light, Galleria Fioretto Arte Contemporanea, Padua, Italien
- 2001: Lichtinstallation in Porta Savonarola, Padua, Italien
- 2003: Fiat Lux, Galerie Schröder und Dörr, Bergisch Gladbach, Deutschland
- 2006: Fiat Lux, Krokin Gallery,[16] Moskau, Russland
- 2007: Paradisi Gloria – 4 Licht- und Videoinstallationen zu den Konzerten, Bayerischer Rundfunk mit dem Münchner Rundfunkorchester, Herz-Jesu-Kirche, München, Deutschland
- 2008: In a different Light, Schusev – Museum für Architektur (MUAR),[17] Moskau, Russland
- 2010: ÖffentLicht, Kunstmuseum Villa Zanders,[18] Bergisch Gladbach, Deutschland
- 2010: Requiem, Projekt im Tschechow-Theater, Moskau, Russland
- 2010: Et fact est Lux, White Square Gallery, Berlin, Deutschland
- 2016: Take me to the Light, Galerie Floss & Schultz, Köln, Deutschland
- 2022: Extended,[19] Museum L (Muze’um L Licht en Landschap), Roeselare, Belgien

## Ausstellungsbeteiligungen (Auswahl)

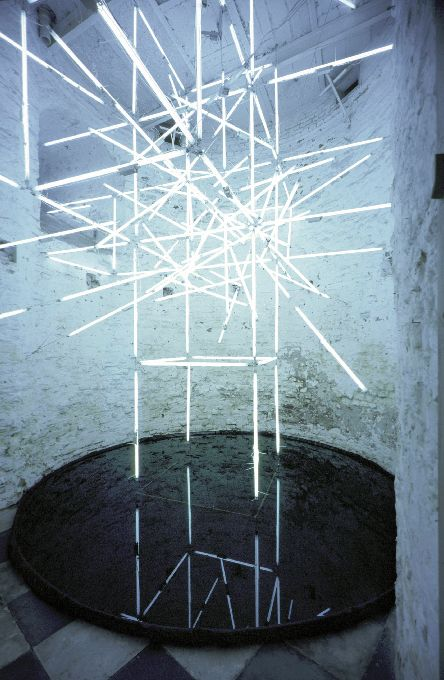
Lichtinstallation, Römerturm, Köln, 2000

- 2000: Raumüberschreitungen – Visionen zum Weltall, Galerie Inge Baecker,[20] Köln, Deutschland
- 2000: ZeitRäume, Kunstmuseum Villa Zanders,[21] Bergisch Gladbach, Deutschland
- 2005: De Kunst van TL (Tube Luminescent), Centrum Kunstlicht in de Kunst, Eindhoven, Niederlande
- 2006: Lichtrouten Lüdenscheid, Lüdenscheid, Deutschland
- 2006: KunstLichtTore Bochum,[22] Kunstmuseum Bochum, Deutschland
- 2007: Signaal, Centrum Kunstlicht in de Kunst, Eindhoven, Niederlande
- 2008: Pas de deux – Wie sich die Bilder gleichen. 15 Jahre Artothek, Artothek Städtische Galerie Villa Zanders,[23] Bergisch Gladbach, Deutschland
- 2009: Lichtwelten, Weltenlicht, Galerie Inge Baecker, Bad Münstereifel, Deutschland
- 2009: Leuchtzeichen, Kunstmuseum Celle mit Sammlung Robert Simon,[24] Celle, Deutschland
- 2010: Requiem, Tschechow Theater, Moskau, Russland
- 2013: Firmament, Krokin Gallery, zusammen mit dem Planetarium der Stadt Moskau, Russland
- 2013: Ceci n’est pas une Lampe …, Gesellschaft für Kunst und Gestaltung,[25] Bonn, Deutschland
- 2013: Scheinwerfer – Lichtkunst in Deutschland im 21. Jahrhundert. Teil 1, Kunstmuseum Celle mit Sammlung Robert Simon,[26] Celle, Deutschland
- 2013: Vielfalt statt Einfalt. 20 Jahre Artothek Kunstmuseum Villa Zanders, Kunstmuseum Villa Zanders,[27] Bergisch Gladbach, Deutschland
- 2014: Lucida Space, Staatliches Zentrum für Gegenwartskunst (NCCA National Centre of Contemporary Arts, NCCA), Moskau, Russland
- 2015: Lichtungen, Internationales Lichtkunstfestival,[28] Roemer- und Pelizaeus-Museum Hildesheim, Deutschland
- 2017: Signal. Lichtkunst aus der Sammlung Robert Simon, Kunstmuseum Celle,[29] Celle, Deutschland
- 2017: On Target,[30] Ausstellung im Rahmen der Europäischen Kulturhauptstadt Paphos 2017, Paphos, Zypern
- 2017: //Responsive: International Light Art Project Halifax,[31] NSCAD University, Halifax, Kanada
- 2017/2018: ¡Bright![32] Zentrum für Internationale Lichtkunst, Unna, Deutschland
- 2018: Collumina I – Internationales Licht Kunst Projekt Köln,[33] Köln, Deutschland
- 2022: Macht! Licht!,[34] Kunstmuseum Wolfsburg, Deutschland
- 2022/2023: Fantasy of Light,[35] Galerie Braunbehrens, Stuttgart, Deutschland